# Aneilema nyasense
Aneilema nyasense är en himmelsblomsväxtart som beskrevs av Charles Baron Clarke. Aneilema nyasense ingår i släktet Aneilema och familjen himmelsblomsväxter. Inga underarter finns listade.